# グスタフ・ビショフ
カール・グスタフ・ビショフ（Karl Gustav Bischof, 1792年1月18日 - 1870年11月30日）はドイツの地質学者・化学者である。

## 生涯
バイエルン王国のヴェールト（Wöhrd, 現在はニュルンベルクの一部）に生まれた。1810年からエアランゲンで数学と天文学、次いで化学と物理学を学び、ここで教授資格を得た。1819年にボン大学に移り、化学の教授となった。
代表的な著書には『化学的、物理学的地質学教本』(Lehrbuch der chemischen und physikalischen Geologie, 1847 - 1854) があり、岩石の生成の間の化学的、物理学的作用を研究した。1837年ころには可燃性ガスの研究と安全なランプの研究を行った。1839年には木質ガスの発生機を作成した。
1863年にロンドン地質学会からウォラストン・メダルを受賞した。ボンにて没。